# Міхал Ольшевський (журналіст)
Міхал Ольшевський (пол. Michał Olszewski; нар. 1977, Елк) — польський журналіст, письменник, публіцист.

## Біографія
Випускник 1-ї ЗОШ ім. Стефана Жеромського в Елку (пол. I Liceum Ogólnokształcące im. Stefana Żeromskiego w Ełku). Закінчив полоністику в Ягеллонському університеті. Був журналістом краківського видання «Газети Виборчої». У 2007—2012 рр. працював репортером і завідувачем відділу репортажів «Загального тижневика» (пол. Tygodnik Powszechny). З 2014 року працював головним редактором краківської філії «Газети Виборчої» (пол. Gazeta Wyborcza).
Його прозовим дебютом стала збірка оповідань «До Амстердаму» (2003), яка отримала перше місце на III конкурсі «Znak-Proza», що був організований видавництвом «Знак». 2005 року було видано його другу книгу під назвою «Хвалімо багаті луги» (пол. Chwalcie łąki umajone). У квітні 2009 р. вийшла третя книга – «Низькотехнологічний» (англ. Low-tech). 2010 року видав «Примітки до квитків» (пол. Zapiski na biletach) – оповідання про подорожі Польщею, а також «Еко-книга про еко-Бога» (пол. Eco-book o eko-Bogu) – запис розмов про екологію з ченцем-францисканцем Станіславом Яромі. Книгу «Примітки до квитків» було номіновано на Літературну премію Гдині 2011 у категорії проза.
2015 року отримав Літературну премію ім. Ришарда Капусцінського за літературний репортаж описаний в книзі «Найкраще взуття на світі» (пол. Najlepsze buty na świecie).
2017 року у видавництві «Знак» було видано ще один роман Ольшевського «#тепло» (пол. #upał), а видавництво «Чорне» (пол. Czarne) перевидало книжку «Примітки до квитків».

## Творчість
- «До Амстердаму» (пол. Do Amsterdamu), Краків: Видавництво «Znak», 2003, ISBN 832400355X.
- «Хвалімо багаті луги» (пол. Chwalcie łąki umajone), Воловець: Видавництво «Czarne», 2005, ISBN 9788389755384.
- «Низькотехнологічний» (англ. Low-tech), Краків: Видавництво «Literackie», 2009, ISBN 9788308043271.
- «Примітки до квитків» (пол. Zapiski na biletach), Варшава: Видавництво «W.A.B.», 2010, ISBN 9788374148481.
- «Еко-книга про еко-Бога» (пол. Eco-book o eko-Bogu) [інтерв'ю з отцем Станіславом Яромі], Краків: Salwator, 2010, ISBN 9788375801934.
- «Елк. Прогулянка незвичайним містом» (пол. Ełk. Spacerownik po mieście niezwykłym) [разом з Рафалом Житинцем], Елк: Історичний музей в Елку, 2012, ISBN 978-83-63838-00-3.
- «Найкраще взуття на світі» (пол. Najlepsze buty na świecie), Воловець: Видавництво «Czarne», 2014, ISBN 9788375368901.
- «#тепло» (пол. #upał), Краків: Видавництво «Znak», 2017, ISBN 9788324045716.